# Liberal (Misuri)
Liberal es una ciudad ubicada en el condado de Barton en el estado estadounidense de Misuri. En el Censo de 2010 tenía una población de 759 habitantes y una densidad poblacional de 349,7 personas por km².

## Geografía
Liberal se encuentra ubicada en las coordenadas 37°33′32″N 94°30′55″O / 37.55889, -94.51528. Según la Oficina del Censo de los Estados Unidos, Liberal tiene una superficie total de 2.17 km², de la cual 2.15 km² corresponden a tierra firme y (0.84%) 0.02 km² es agua.

## Demografía
Según el censo de 2010, había 759 personas residiendo en Liberal. La densidad de población era de 349,7 hab./km². De los 759 habitantes, Liberal estaba compuesto por el 93.94% blancos, el 0.53% eran afroamericanos, el 1.71% eran amerindios, el 0.13% eran asiáticos, el 0% eran isleños del Pacífico, el 0.13% eran de otras razas y el 3.56% pertenecían a dos o más razas. Del total de la población el 1.84% eran hispanos o latinos de cualquier raza.

## Historia

### La fundación y el fundador
El nombre de "Liberal" se le puso por la "Liberal League in Lamar, Missouri", (organización a la que el fundador pertenecía) y fue fundado como un lugar utópico ateo y librepensador en 1880 por George Walser, abogado antirreligioso y agnóstico quien compró 2.000 acres (8 km²)  de tierra y llamó a personas ateas estadounidenses para venir a Liberal y :

"found a town without a church, [w]here unbelievers could bring up their children without religious training,” and where Christians were not allowed. “His idea was to build up a town that should exclusively be the home of Infidels...a town that should have neither God, Hell, Church, nor Saloon.” Some of the early inhabitants of Liberal even encouraged other infidels to move to their town by publishing an advertisement which boasted that Liberal “is the only town of its size in the United States without a priest, preacher, church, saloon, God, Jesus, hell or devil.” 
Texto de la edición del 1 de diciembre de 1938 del periódico Sikeston Herald

El fundador de Liberal, George H. Walser, había nacido en Indiana en 1834 y se había mudado al condado de Barton inmediatamente tras la guerra, donde pronto fue reconocido como uno de los mejores abogados en el sudoeste de Misuri. Fue elegido fiscal allí y luego miembro de la 25ª asamblea. Previendo el futuro desarrollo del lugar, compró  2.000 acres (8 km²) de tierra y seleccionó el lugar de Liberal como un experimento para una vida en comunidad. "Con un pie sobre el cuello del clero y el otro sobre la roca de la verdad", declaró, "we have thrown our banner to the breeze and challenge the world to produce a better cause for the devotion of man than that of a grand, noble and perfect humanity”.